# Juana de Navarra, reina de Inglaterra
Juana de Navarra (Pamplona, 10 de julio de 1370 - Havering Bower, Essex, 9 de julio de 1437) fue reina consorte de Inglaterra, como esposa del rey Enrique IV.

## Primeros años de vida
Fue la séptima de los ocho hijos que tuvieron Carlos II, rey de Navarra, y de Juana de Valois, reina de Navarra. Fueron sus abuelos paternos Felipe III y Juana II de Navarra y los maternos Juan II de Francia y Bona de Luxemburgo. Era sobrina del rey Carlos V de Francia y hermana, por tanto, del rey Carlos III de Navarra.

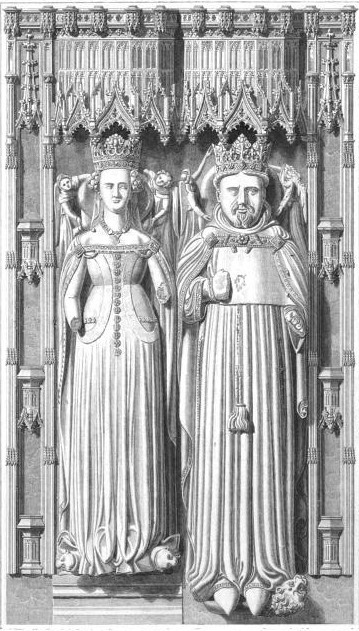
Tumba de Juana de Navarra y Enrique IV en Canterbury

### Matrimonios e hijos
El 2 de septiembre de 1386, en la localidad de Saillé-près-Guérande, se casó con el duque Juan V de Bretaña, naciendo de este enlace 9 vástagos, 4 varones -el mayor de ellos, Juan VI, hereda el ducado; años más tarde, el segundo hijo varón, Arturo, sucederá a sus sobrinos en Bretaña- y 5 hijas. El duque Juan V muere el 1 de noviembre de 1399.
Tres años más tarde, el 7 de febrero de 1403, se casa, en la catedral de Winchester, con el rey Enrique IV de Inglaterra. Aunque de esta unión no hubo descendencia, Juana supo llevarse muy bien con sus hijastros, llegando incluso a ponerse del lado del futuro Enrique V en sus querellas con su padre. Enrique IV murió en Westminster, el 20 de abril de 1413, tras 10 años de matrimonio.
A pesar de sus buenas relaciones con el ahora rey Enrique V, fue acusada de usar brujería para tratar de envenenarlo y fue encarcelada en el castillo de Pevensey, en Sussex, durante cerca de 4 años (1414-18). Una vez liberada, llevó una existencia tranquila durante el resto del reinado de Enrique V y luego bajo el de su hijo y sucesor, Enrique VI.
Murió en la localidad de Havering Bower, en Essex, a los 66 años de edad, siendo sepultada en la abadía de Canterbury al lado de su marido Enrique IV.